# Imzy
Imzy — колишній сайтом соціальних мереж, яку очолював колишній співробітник Reddit Ден Маккомас, який мав намір створити «більш дружню» альтернативу Reddit. Сайт був запущений в 2016 році шістьома колишніми співробітниками Reddit і одним співробітником Twitter. Деякі перші публікації, які повідомляють про співпрацю з Imzy, включають Lenny Letter та подкасти Harmontown та Black Girls Talking. 24 травня 2017 року керівники Imzu оголосили, що сайт буде закритий, оскільки їм не вдалося «знайти своє місце на ринку».

## Історія
Керівник Ден Маккомас залишив свою компанію Reddit у липні 2015 р. через інші погляди щодо того, як повинен працювати сайт. Це сталося під час повстання з боку користувачів, що вплинуло на завершення роботи підфорума сайту Subreddits для запиту « Запитай мене щось». У серпні 2015 року дружина МакКомаса Джесіка Морено очолила посаду голови спільноти Reddit. Це зробило її четвертим видатним жіночим працівником, який покинув компанію цього ж місяця. Морено звинуватила статтю Recode, в якій натякають про зв'язок з іншими трьома виходами з компанії, і заявила, що вона покидає компанію у зв'язку з сімейними обставинами. Тим не менше, вона пізніше заявила, що загроза зґвалтування та смерті були частиною її досвіду роботи в Reddit. Інші засновники Imzy вказували на незручності роботи в Сан-Франциско як мотивацію для початку нового бізнесу.
Наступного року Маккомас, Морено та інша їх команда заснували Imzy в Солт-Лейк-Сіті . Після запуску, зросло 3 мільйони доларів від Charles River Ventures та O'Reilly AlphaTech Ventures. Ім'я було вибрано як щасливе слово, яке можна було легко знайти.

## Бізнес-модель
Imzy об'єднала систему для користувачів, щоб підказувати один одному та брати відсоток від кожної транзакції. Про рішення компанії на рахунок уникнення показу оголошень МакКомас заявив, що «ви потрапляєте в цю гру продажу певних типів оголошень, після чого ви повинні додати достатній обсяг трафіку для цих спільнот. Це лине безпосередньо в умовах збереження здорових громад».
МакКомас також висловив бажання забезпечити позитивну атмосферу за допомогою архітектури вебсайту, а не прямого втручання. У рамках цих зусиль спільноти Imzy приймають лише повідомлення від людей, які вже підписані. Крім того, Imzy використовує загальнодоступну спільноту на відміну від загальносистемних імен користувачів, щоб знецінювати створення нових облікових записів. Морено заявив, що деякі облікові записи Imzy належать людям, які, як відомо, порушили деякі правила Reddit. Вона заявила, що вони вчиняють задумливий спосіб життя на Imzy та приписують це культурі, яка винагороджує інший тип дискурсу. У червні 2016 року Джина Бьянчіні виявила своє песимістичне ставлення до того, що Imzy стає більш ніж нішовою платформою.
У листопаді 2016 р. Ден Маккомас розповів Емілі Чангу про новини Bloomberg, що обраний президент Дональд Трамп був би заборонений на Imzy давно, з посиланням на цільові переслідування Twitter.
У травні 2017 року Ден Маккомас оголосив, що сайт незабаром припинить свою діяльність через неможливість знайти своє місце на ринку.